# K. S. C. Lokeren Oost-Vlaanderen
El Koninklijke Sporting Club Lokeren Oost-Vlaanderen fue un club de fútbol belga, de la ciudad de Lokeren en Flandes Oriental. Fue fundado en 1923 y jugó por última vez en la Segunda División de Bélgica hasta que desapareció en 2020 tras declararse en bancarrota.

## Historia
Su primera ascenso a la Primera División de Bélgica fue en la temporada 1974/1975 y desde entonces ha permanecido en ella, excepto en las temporadas 1993/1994 y 1995/1996 hasta la temporada 2018/2019.
En 2002 se fusionaron con el K Sint-Niklase SKE, pero se mantuvieron con su nombre actual. Anteriormente se habían fusionado con el Koninklijke Standaard F.C. Lokeren en 1970 debido a problemas financieros.
El 20 de abril de 2020 se declaró en bancarrota. El 22 de abril del mismo año, se anunció que se había concluido una fusión no oficial entre KSV Temse y el club profesional en quiebra, creándose el nuevo KSC Lokeren-Temse, que jugaría en la División 2 de Bélgica en la temporada 2020-2021. 

## Nombres Históricos
- 1945 - Racing Athletiek- en Football Club Lokeren
- 1951 - Koninklijke Racing Club Lokeren
- 1970 - Koninklijke Sporting Club Lokeren
- 2000 - Sporting Lokeren Sint-Niklaas Waasland
- 2003 - Koninklijke Sporting Club Lokeren Oost-Vlaanderen

## Palmarés
- Copa de Bélgica: 2

2011/12, 2013/14
- Segunda División de Bélgica: 1

1995/96

## Participación en competiciones de la UEFA
| Temporada | Torneo             | Ronda            | Club                 | Casa | Visita | Cómputo global |
| --------- | ------------------ | ---------------- | -------------------- | ---- | ------ | -------------- |
| 1976–77   | UEFA Cup           | 1                | Red Boys             | 3-1  | 3-0    | 6-1            |
| 1976–77   | UEFA Cup           | 2                | FC Barcelona         | 2-1  | 0-2    | 2-3            |
| 1980–81   | UEFA Cup           | 1                | Dynamo Moscow        | 1-1  | 1-0    | 2-1            |
| 1980–81   | UEFA Cup           | 2                | Dundee United        | 0-0  | 1-1    | 1-1            |
| 1980–81   | UEFA Cup           | 3                | Real Sociedad        | 1-0  | 2-2    | 3-2            |
| 1980–81   | UEFA Cup           | Cuartos de final | AZ 67                | 1-0  | 0-2    | 1-2            |
| 1981–82   | UEFA Cup           | 1                | FC Nantes            | 4-2  | 1-1    | 5-3            |
| 1981–82   | UEFA Cup           | 2                | Aris                 | 4-0  | 1-1    | 5-1            |
| 1981–82   | UEFA Cup           | 3                | 1. FC Kaiserslautern | 1-0  | 1-4    | 2-4            |
| 1982–83   | UEFA Cup           | 1                | Stal Mielec          | 0-0  | 1-1    | 1-1            |
| 1982–83   | UEFA Cup           | 2                | Benfica              | 1-2  | 0-2    | 1-4            |
| 1987–88   | UEFA Cup           | 1                | Honvéd               | 0-0  | 0-1    | 0-1            |
| 1999      | UEFA Intertoto Cup | 2                | IA Akranes           | 3-1  | 3-1    | 6-2            |
| 1999      | UEFA Intertoto Cup | 3                | FC Metz              | 1-2  | 1-0    | 2-2            |
| 2001      | UEFA Intertoto Cup | 1                | B68                  | 0-0  | 4-2    | 4-2            |
| 2001      | UEFA Intertoto Cup | 2                | Zagłębie Lubin       | 2-1  | 2-2    | 4-3            |
| 2001      | UEFA Intertoto Cup | 3                | Newcastle United     | 0-4  | 0-1    | 0-5            |
| 2002      | UEFA Intertoto Cup | 1                | FC WIT Georgia       | 3-1  | 2-3    | 5-4            |
| 2002      | UEFA Intertoto Cup | 2R               | VfB Stuttgart        | 0-1  | 0-2    | 0-3            |
| 2003–04   | UEFA Cup           | Clasificatoria   | Dinamo Tirana        | 3-1  | 4-0    | 7-1            |
| 2003–04   | UEFA Cup           | 1                | Manchester City      | 0-1  | 2-3    | 2-4            |
| 2005      | UEFA Intertoto Cup | 1                | JK Narva Trans       | 0-1  | 2-0    | 2-1            |
| 2005      | UEFA Intertoto Cup | 2                | BSC Young Boys       | 1-4  | 1-2    | 2-6            |
| 2012–13   | UEFA Europa League | Play-Off         | FC Viktoria Plzeň    | 2-1  | 0-1    | 2-2            |
| 2014–15   | UEFA Europa League | Playoff          | Hull City            | 1–0  | 1–2    | 2-2            |
| 2014–15   | UEFA Europa League | Grupo L          | Legia Warsaw         | 1-0  | 0–1    | 1-1            |
| 2014–15   | UEFA Europa League | Grupo L          | Metalist Járkov      | 1–0  | 1-0    | 2-0            |
| 2014–15   | UEFA Europa League | Grupo L          | Trabzonspor          | 1-1  | 0-2    | 1-3            |

### Récord europeo
| Torneo                      | Apariciones | J  | G  | E  | P  | GF | GC |
| --------------------------- | ----------- | -- | -- | -- | -- | -- | -- |
| UEFA Cup/UEFA Europa League | 8           | 35 | 16 | 10 | 11 | 46 | 36 |
| UEFA Intertoto Cup          | 4           | 18 | 7  | 2  | 9  | 25 | 28 |

## Plantel actual

### Plantilla 2019-20 (Final)
- = Lesionado de larga duración
- = Capitán

### Jugadores destacados
| - José Francisco Cevallos Jr. - Guy Dardenne - Davy De Beule - Maurits De Schrijver - Filip De Wilde - Raymond Mommens - Jurgen Sierens - René Verheyen - Bruno Versavel - Derick Katuku Tshimanga - Suvad Katana - João Carlos - Aristide Bancé - Patrice Zéré - Ivan Leko - Tomislav Sokota - Jan Koller - Roman Vonášek - Daniel Zítka | - Elos Elonga-Ekakia - Hervé Nzelo-Lembi - Preben Elkjær Larsen - Dale Tempest - Marko Myyry - Kari Ukkonen - Sambégou Bangoura - Souleymane Youla - Marel Baldvinsson - Arnar Grétarsson - Arnór Guðjohnsen - Rúnar Kristinsson - Arnar Viðarsson - Omer Golan - Avi Strool - Yoav Ziv | - Edward Linskens - René van der Gijp - Moussa Maazou - Stephen Keshi - Peter Rufai - Samson Siasia - Dawid Janczyk - Grzegorz Lato - Włodzimierz Lubański - Jim Bett - Jim Tolmie - Zvonko Milojević - Karol Dobiaš - Mladen Dabanovič - Adékambi Olufadé - Đorđe Vujkov |

## Entrenadores desde 1970
| - Frans De Bruyne (1970–71) - Armand Jurion (1971–74) - Ladislav Novák (1974–77) - Han Grijzenhout (1977–78) - Leon Nollet (1978) - Urbain Braems (1978–79) - Urbain Haesaert & Jozef Vacenovsky (1979–81) - Robert Waseige (1981–83) - Dimitri Davidovic (1983–Febrero 85) - Aimé Anthuenis (1985–87) - Wim Jansen & Włodzimierz Lubański (1987–88) - Aimé Anthuenis (1988–92) - Aimé Antheunis & Jozef Vacenovsky (1992–enero 93) - Chris Van Puyvelde (1993–94) - Fi Van Hoof (1995–agosto de 1997) - Willy Reynders (1997–agosto de 1999) - Rudy Cossey & Ronny Van Geneugden (interino) (agosto de 1999) - Georges Leekens (septiembre de 1999–junio de 2001) - Paul Put (julio de 2001–octubre de 2003) - Franky Van der Elst (octubre de 2003–diciembre de 2004) - Slavoljub Muslin (mayo de 2005–diciembre de 2005) - Aimé Anthuenis (enero de 2006–febrero de 2006) - Rudi Cossey (febrero de 2006–junio de 2006) | - Ariël Jacobs (julio de 2006–octubre de 2006) - Rudi Cossey (interino) (noviembre de 2006) - Slavoljub Muslin (noviembre de 2006–junio de 2007) - Georges Leekens (julio de 2007–abril de 2009) - Freddy Heirman (interino) (abril de 2009) - Aleksandar Janković (abril de 2009–octubre de 2009) - Jacky Mathijssen (octubre de 2009–enero de 2010) - Emilio Ferrera (enero de 2010–junio de 2010) - Peter Maes (julio de 2010–) - Bob Peeters (2014–octubre de 2015) - Georges Leekens (octubre de 2015–) - Rúnar Kristinsson (octubre de 2016-iciembre de 2017) - Bob Peeters (diciembre de 2017 – presente) |